# Proscripció
|  | No s'ha de confondre amb Prohibició. |

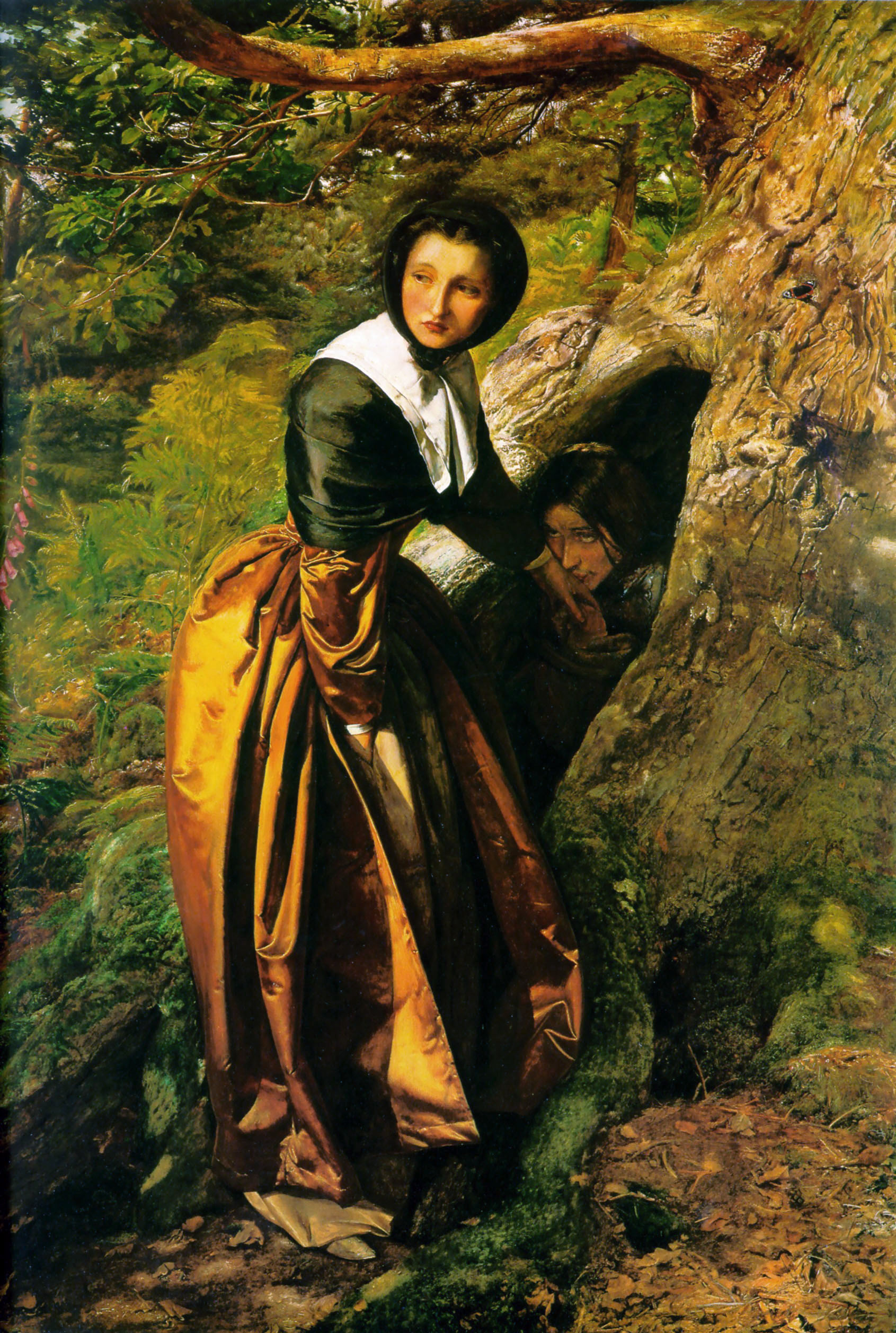
John Everett Millais, The Proscribed Royalist, 1651

La proscripció (del llatí: proscriptio) és una identificació pública i oficial de persones o organitzacions catalogades com a enemic públic, enemic del poble o enemic de l'Estat. Sol incloure la pena de mort o de desterrament, i és una paraula de pes polític molt fort. Sovint s'usa per a referir-se a assassinats o persecucions realitzats per l'Estat, però obertament, a diferència d'altres crims d'estat, que se solen realitzar amb discreció o en complet secret, justificats o no per la denominada raó d'estat. La proscripció implica la reclusió o l'eliminació en massa de rivals polítics o enemics personals, i se sol utilitzar en el context de revolucions violentes.
Aquesta condemna va ser molt freqüent a Grècia i Roma.

## La proscripció a Grècia
A Atenes, cap a l'any 600 abans de l'era vulgar, la proscripció dels Alcmeònides, família poderosa i influent: aquesta no va ser al principi més que un simple desterrament, ja que els Alcmeònides van representar després un gran paper en els esdeveniments que van acompanyar o van seguir la usurpació del tirà Pisístrat i dels seus fills, fins a l'any 510, en què Clístenes, cap d'aquesta família, va ser un moment l'àrbitre d'Atenes, però des de l'any 507, els Alcemònides van ser expulsats de nou d'Atenes i proscrits com a homes que pertanyien a una raça sacrílega.
A Corint, cap a l'any 584 aC, la família dels Baquiades, que durant més d'un segle havia exercit l'autoritat absoluta, i de la qual havia nascut el tirà Periandre de Corint, va ser condemnada també a la proscripció. A Sicília, després de la brillant dominació de Gelon i dels seus successors, entre els anys 481 i 486, Siracusa va tornar a la democràcia i aquesta revolució va donar origen a la proscripció dels nous ciutadans que Geló I havia fet venir a ella. Durant la guerra del Peloponès hi va haver a Atenes proscripció sota la tirania dels Quatre-cents tirans, que va durar quatre mesos, l'any 414 abans de Jesucrist. Vuit anys després, els Trenta tirans que Lacedemònia va imposar als atenesos van proscriure a tots els ciutadans capaços de posar obstacles al seu despotisme. Els mateixos excessos es van cometre a les ciutats sotmeses als governadors d'Esparta. El partit lacedemoni, triomfant per tot arreu, proscriví el partit atenès. Va arribar el moment en què Trasibul d'Atenes va deslliurar la seva pàtria de la tirania estrangera, va fer més: va publicar una amnistia que va tenir compliment i aquesta vegada es va verificar la revolució sense que hi hagués proscripcions ni revenges. La llei a Atenes havia previst el cas que un ciutadà fos proscrit per un judici del poble, la qual cosa es verificava amb certes solemnitats; i el judici que declarava a un ciutadà enemic de la pàtria posava preu el seu cap. Un herald es presentava als llocs públics per donar a conèixer la recompensa promesa i la suma es dipositava en la plaça pública o en l'altar d'alguna divinitat.

## La proscripció a Roma
A Roma, existien la proscripció civil i la política. La primera es pronunciava a instàncies dels creditors quan el deutor s'ocultava. Per a la proscripció política n'hi havia prou amb fixar al fòrum la llista de proscrits, sense donar cap explicació sobre el motiu. Famoses són les llistes de proscripció de Luci Corneli Sul·la, de Gai Mari, dels triumvirs, etc.
Restaria reservat als romans el fet perfeccionar i estendre l'odiós sistema de les proscripcions. Després de la mort de Gai Semproni Grac, ja s'havien pronunciat proscripcions en massa. El cap d'aquest tribú havia estat pagat a pes d'or a Septimulei que el va presentar al cònsol Opimi, el qual, perquè pesés més, havia omplert de plom el cervell. En temps de Luci Corneli Sul·la i Gai Mari, el primer va inaugurar les seves nombroses proscripcions, fent declarar enemics públics pel Senat a dotze dels seus membres, entre els quals hi havia Mari. La revenja d'aquest últim va ser terrible. De tornada a Roma, a mà armada, no es va prendre el treball de formar llistes de proscripció, sinó que va fer occir els seus enemics tumultuàriament i sense comptar-los. De la mateixa manera va actuar més tard Sul·la, quan després d'haver vençut a Mitridates VI Eupator, va tornar a Roma a promoure sagnants reaccions, fins al punt que hom va arribar a dir-li que, sens dubte, s'havia proposat de quedar-se sol dins dels murs de Roma. Luci Anneu Flor, Vel·lei Patercul i Apià afirmen, unànimement, que ell va ser l'autor d'aquesta classe de condemnes en massa i el primer també que va oferir recompenses als que assassinessin als proscrits o descobrissin el lloc on s'amagaven, i que comminava amb penes als que els afavorissin o els fessin escapar de la seva revenja. August, que al principi semblava tenir molta repugnància a les llistes de proscripció, va ser en la seva execució, el més implacable de tots els tribuns. Aquest odiós sistema va continuar sota la dominació dels empenyoradors, amb més motiu encara, atès que era un mitjà per a enriquir-se amb les confiscacions.

## Edat Moderna
En els temps moderns s'han registrat, igualment, gran nombre de proscripcions. Recordem entre d'altres: 
- la de Guillem I d'Orange-Nassau i les seves "parcials", decretades per Felip II de Castella

- la sagnant jornada de la massacre del dia de Sant Bartomeu a París i les seves conseqüències a tot França

- les purificacions ordenades per Ferran VII de Castella[2]